# 259905 Vougeot
259905 Vougeot este un asteroid din centura principală de asteroizi.

## Descriere
259905 Vougeot este un asteroid din centura principală de asteroizi. A fost descoperit pe 14 martie 2004 la Vicques de Michel Ory. Asteroidul prezintă o orbită caracterizată de o semiaxă mare de 2,35 ua, o excentricitate de 0,15 și o înclinație de 2,1° în raport cu ecliptica.